# Ctenogobius cervicosquamus
Ctenogobius cervicosquamus är en fiskart som beskrevs av Wu, Lu och Ni, 1986. Ctenogobius cervicosquamus ingår i släktet Ctenogobius och familjen smörbultsfiskar. Inga underarter finns listade i Catalogue of Life.